# Протесты в Беларуси против интеграции с Россией (2019)
Протесты против интеграции с Россией (бел. Пратэсты супраць інтэграцыі з Расіяй) — демонстрация, происходившая с 7 по 29 декабря 2019 года в Минске и Полоцке и организованная лидером Белорусских Христианских Демократов Павлом Константиновичем Северинцем.

## Предыстория

### Создание Союзного государства
2 апреля 1996 года Российская Федерация и Республика Беларусь подписали «Договор о создании сообщества Беларуси и России», имевший международный характер. 2 апреля 1997 года был подписан «Договор о Союзе Беларуси и России», а 23 мая принят Устав Союза.
В период с 8 октября 1998 года по 1 января 1999 года был опубликован и скорректирован при помощи общественных организаций проект Договора о создании Союзного государства. 8 декабря 1999 года он был подписан, а 26 января 2000 года ратифицирован Федеральным собранием Российской Федерации и Национальным собранием Республики Беларусь.

### Процесс интеграции
На рубеже 2007-го и 2008 годов процесс интеграции между странами значительно усилился. Главы стран рассматривали подготовленные экспертами варианты общего законодательства и органов власти. Однако в 2010 году из-за многочисленных разногласий в отношениях двух стран интеграция практически остановилась. Лишь в 2011 году, как следствие «потепления» российско-белорусских отношений, процесс интегрирования возобновился.

### 2019 год
3 сентября 2019 года Совет Министров Республики Беларусь передал для одобрения Президенту Республики Беларусь Александру Григорьевичу Лукашенко проект программы действий по интеграции. 6 сентября она была подписана премьер-министрами стран. В ней была утверждена 31 «дорожная карта» интеграции, однако их содержание не раскрывается. К 8 ноября правительствами России и Беларуси было согласовано 16 карт, а к 20-му — 21.

### Встреча глав государств
7 декабря 2019 года в Сочи состоялась встреча глав государств, на которой было согласовано ещё 2 дорожные карты. Именно она и стала поводом для последующей демонстрации.

## Ход событий
7 декабря 2019 года лидер БХД Павел Константинович Северинец призвал жителей Минска выйти на улицы города. В результате около 730 человек выстроились в живую цепь от проспекта Независимости до Октябрьской площади, а затем прошлись по центру города.
Милиция предупредила протестующих о том, что на проведение акции не было дано разрешения от Минского городского исполнительного комитета, однако не использовала физической силы против участников мероприятия. 8 декабря демонстрация возобновилась, никто не был задержан, за исключением водителя автомобиля, сигналившего в сторону демонстрантов.

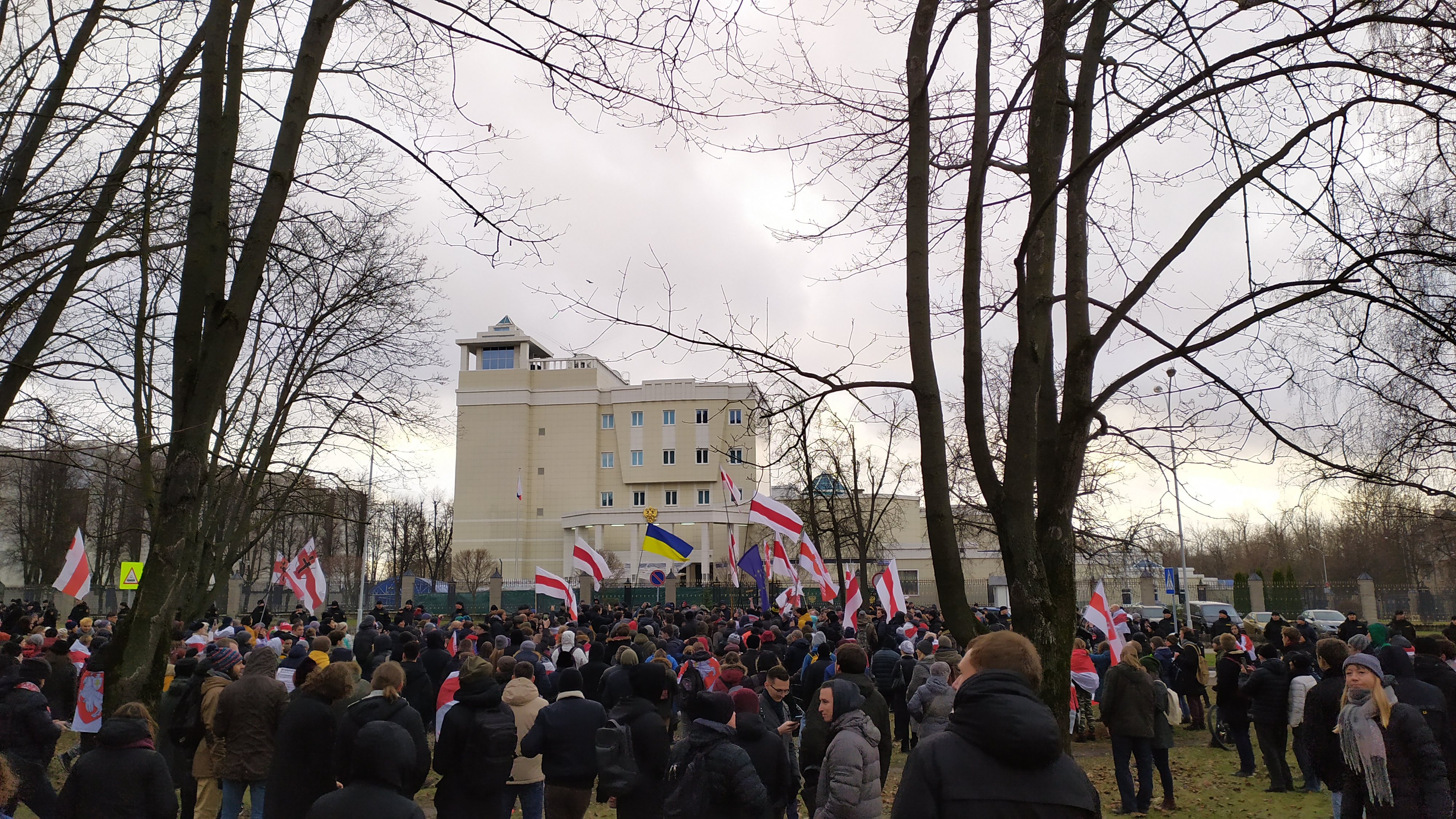
Демонстранты у Посольства России в Беларуси в Минске 8 декабря 2019 года

Однако на 40 участников акции милицией были составлены предупредительные протоколы, поэтому 20 декабря, когда в Санкт-Петербурге продолжились переговоры об интеграции, на улицы Минска вышло гораздо меньше демонстрантов. Они собрались на Октябрьской площади и прошли до площади Независимости, где провели митинг. 21 декабря демонстрация снова состоялась. На этот раз среди протестующих оказался один сторонник российско-белорусской интеграции.
29 декабря на Октябрьской площади была проведена последняя демонстрация в Минске. На ней лидер движения «Вместе» Вячеслав Сивчик потребовал от властей раскрыть содержание дорожных карт интеграции.
4 января 2020 года в Полоцке также прошла акция против российско-белорусской интеграции.

## Последствия
В декабре 2019-го и январе 2020 года прошли суды над участниками протестов в Минске и Полоцке. 13 человек было арестовано, в том числе и организатор акции, оштрафованный на 34,5 тысяч белорусских рублей.